# Christophe Lebreton
Pour les articles homonymes, voir Lebreton.
Christophe Lebreton est un religieux français, membre du groupe des moines de Tibhirine, né à Blois le 11 octobre 1950, tué le 21 mai 1996 en Algérie. Il est reconnu martyr par le pape François en janvier 2018, et proclamé bienheureux le 8 décembre 2018 à Oran, en même temps que les autres martyrs d'Algérie. Ses écrits, publiés après sa mort, révèlent sa poésie et sa profondeur spirituelle.

## Biographie
Christophe Lebreton naît à Blois en 1950, et grandit au sein d'une famille de douze enfants. Étudiant, il s'investit dans la communauté Emmaüs, auprès des plus démunis.
Il part en Algérie pour son service national de coopération, auprès d'enfants handicapés. Le P. Carmona lui fait découvrir Tibhirine et le monastère Notre-Dame de l'Atlas.
Christophe Lebreton intègre jeune l'abbaye Notre-Dame de Tamié. Il y effectue en 1980 sa profession religieuse.
Répondant à un appel de renfort au monastère de Tibhirine, il y part en octobre 1987, en emportant sa guitare. Il y est ordonné prêtre par Mgr Teissier en 1990. Il est chargé particulièrement de la liturgie, de l'exploitation agricole, de la vigne et du jardinage,. 
Il fait partie du Ribât-el-Salâm (Lien de la Paix), groupe d'échange et de prière. Il tient son journal, notamment de 1993 à sa mort. Ses écrits montrent la densité de sa poésie, ses échanges ouverts et réfléchis avec ses voisins algériens et sa profondeur spirituelle,.
Il est sous-prieur du monastère, et maître des novices. Le P. Christian de Chergé souhaite qu'il prenne sa suite comme prieur du monastère. 

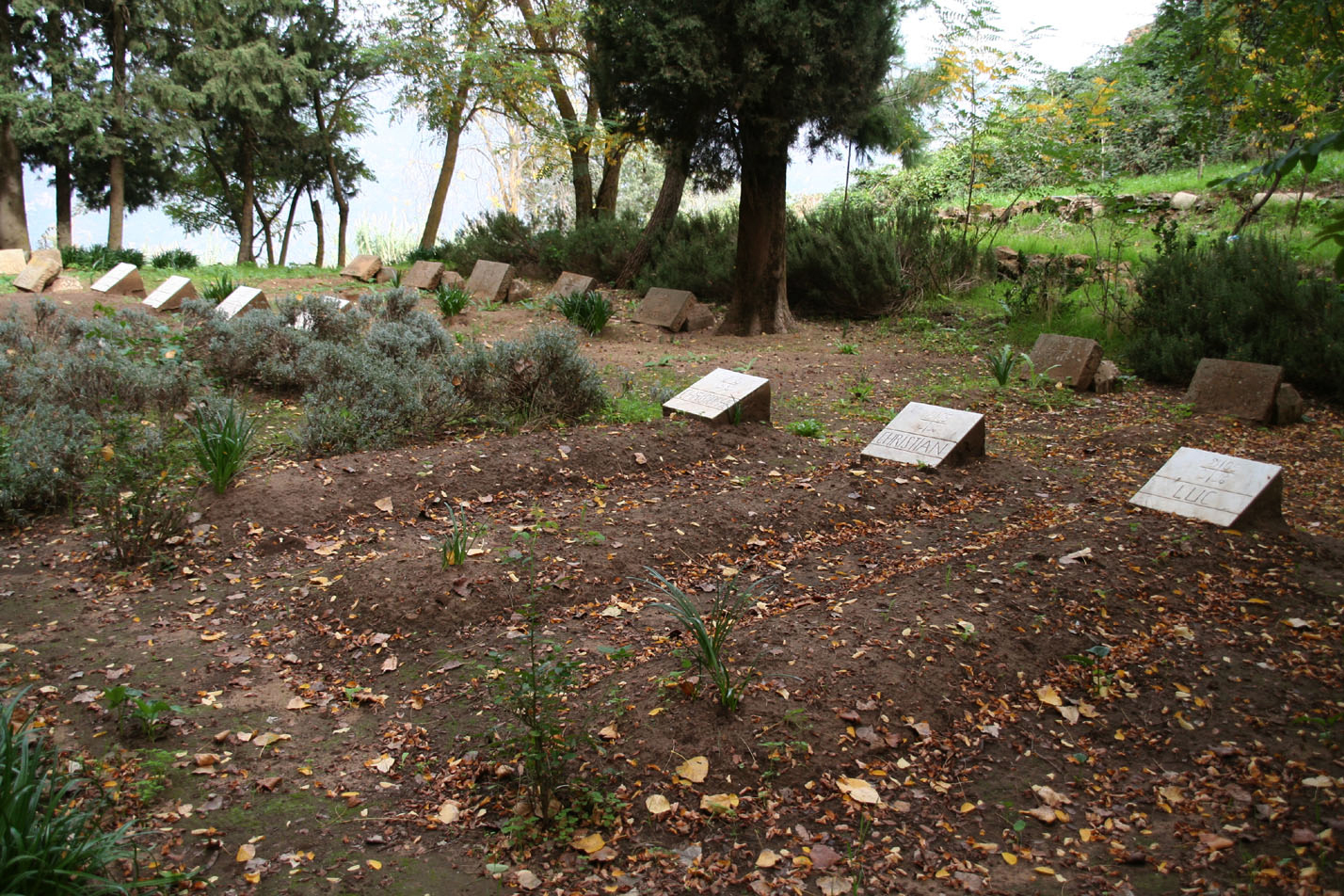
Cimetière de Thibirine. La tombe de fr. Christian est la deuxième en partant de la droite.

Il est enlevé dans la nuit du 26 au 27 mars 1996 avec six de ses compagnons, et tué comme eux en mai 1996.

## Béatification
Le pape François reconnaît le 26 janvier 2018 qu'il est mort en martyr, comme les autres moines de Tibhirine et les martyrs d'Algérie. Il est proclamé bienheureux lors de la cérémonie de béatification le 8 décembre 2018 en Algérie, à Oran.

## Ouvrages
- Le souffle du don : Journal de Frère Christophe, moine de Tibhirine, 8 août 1993 - 19 mars 1996, Paris, Bayard et Centurion, 1999, 203 pages  (ISBN 2227436832 et 9782227436831).
- Aime jusqu'au bout du feu : cent poèmes de vérité et de vie, poèmes et dessins de frère Christophe, éditions Monte-Cristo, 1997  (ISBN 2-909403-11-4).
- Adorateurs dans le souffle : homélies de frère Christophe Lebreton pour fêtes et solennités, 1989-1996, Godewaersvelde, Éd. de Bellefontaine, 2009.
- Lorsque mon ami me parle : homélies de frère Christophe Lebreton pour Avent-Noël, Carême-Temps pascal, 1989-1996, Godewaersvelde, Éditions de Bellefontaine, 2010  (ISBN 978-2-85589-553-6).
- La table et le pain pour les pauvres : homélies de frère Christophe Lebreton pour le temps ordinaire, 1989-1996, Godewaersvelde, Bellefontaine, 2010.